# オムニボット ナイト!
オムニボット ナイト!は、超!A&G+にて毎週金曜日の21時30分から22時00分に配信されていた簡易動画付きラジオ番組。

## 概要
話題のゲストをお迎えしながら、ロボットのいる“遊び心のある生活”をテーマに作られた“オムニボット”のロボットたちと一緒に楽しいお話、楽しい時間をお届けする番組。

## パーソナリティ
- 鷲崎健
- アシスタント：岡村明奈、沢口けいこ、藤本結衣、林弓束（いずれも「オムニボットガール」）

- 過去に担当したアシスタント：馬越幸子

## 放送日・ゲスト
- 第1回(2015年10月2日)
- 第2回(2015年10月9日) - 高橋美佳子
- 第3回(2015年10月16日) - Gero
- 第4回(2015年10月23日) - 内田稔
- 第5回(2015年10月30日) - Ray
- 第6回(2015年11月6日) - 春奈るな
- 第7回(2015年11月13日) - 佐咲紗花
- 第8回(2015年11月20日) - 林弓束、桜子
- 第9回(2015年11月27日) - 青山玲子、前田ゆう
- 第10回(2015年12月4日) - 黒崎真音
- 第11回(2015年12月11日) - May'n
- 第12回(2015年12月18日) - 水瀬いのり
- 第13回(2015年12月25日) - 高橋美佳子
- 第14回(2016年1月1日)
- 第15回(2016年1月8日) - TRUE
- 第16回(2016年1月15日) - ichigo
- 第17回(2016年1月22日) - 分島花音
- 第18回(2016年1月29日) - Suara
- 第19回(2016年2月5日) - タカオユキ
- 第20回(2016年2月12日) - 佐藤聡美
- 第21回(2016年2月19日) - 内田彩
- 第22回(2016年2月26日) - 井口裕香
- 第23回(2016年3月4日) - ChouCho
- 第24回(2016年3月11日) - きみコ
- 第25回(2016年3月18日) - 鳴海杏子
- 第26回(2016年3月25日) - ELISA (歌手)
- 第27回(2016年4月1日)
- 第28回(2016年4月8日) - 瀧川ありさ
- 第29回(2016年4月15日) - 茅原実里
- 第30回(2016年4月22日) - ZAQ
- 第31回(2016年4月29日) - トワナ、ユウキ(fhána)
- 第32回(2016年5月6日) - MICHI
- 第33回(2016年5月13日) - 鈴木このみ
- 第34回(2016年5月20日) - 湊あかね、前田ゆう(predia)
- 第35回(2016年5月27日) - 青山玲子、水野まい(predia)
- 第36回(2016年6月3日) - Ray
- 第37回(2016年6月10日) - 榎本温子、石井マーク
- 第38回(2016年6月17日) - 竹達彩奈
- 第39回(2016年6月24日) - 千菅春香
- 第40回(2016年7月1日) - 三澤紗千香
- 第41回(2016年7月8日) - 田所あずさ
- 第42回(2016年7月15日) - KOTOKO
- 第43回(2016年7月22日) - 今井麻美
- 第44回(2016年7月29日) - 清浦夏実
- 第45回(2016年8月5日) - 村上瑠美奈、岡村明奈
- 第46回(2016年8月12日) - 竹田愛
- 第47回(2016年8月19日) - 栗林みな実
- 第48回(2016年8月26日) - 流田豊
- 第49回(2016年9月2日) - 織田かおり
- 第50回(2016年9月9日) - Mia REGINA
- 第51回(2016年9月16日) - 根本凪、陶山恵実里
- 第52回(2016年9月23日) - 平口みゆき、渡邊真由
- 第53回(2016年9月30日)